# Wilhelmshöher Allee 118

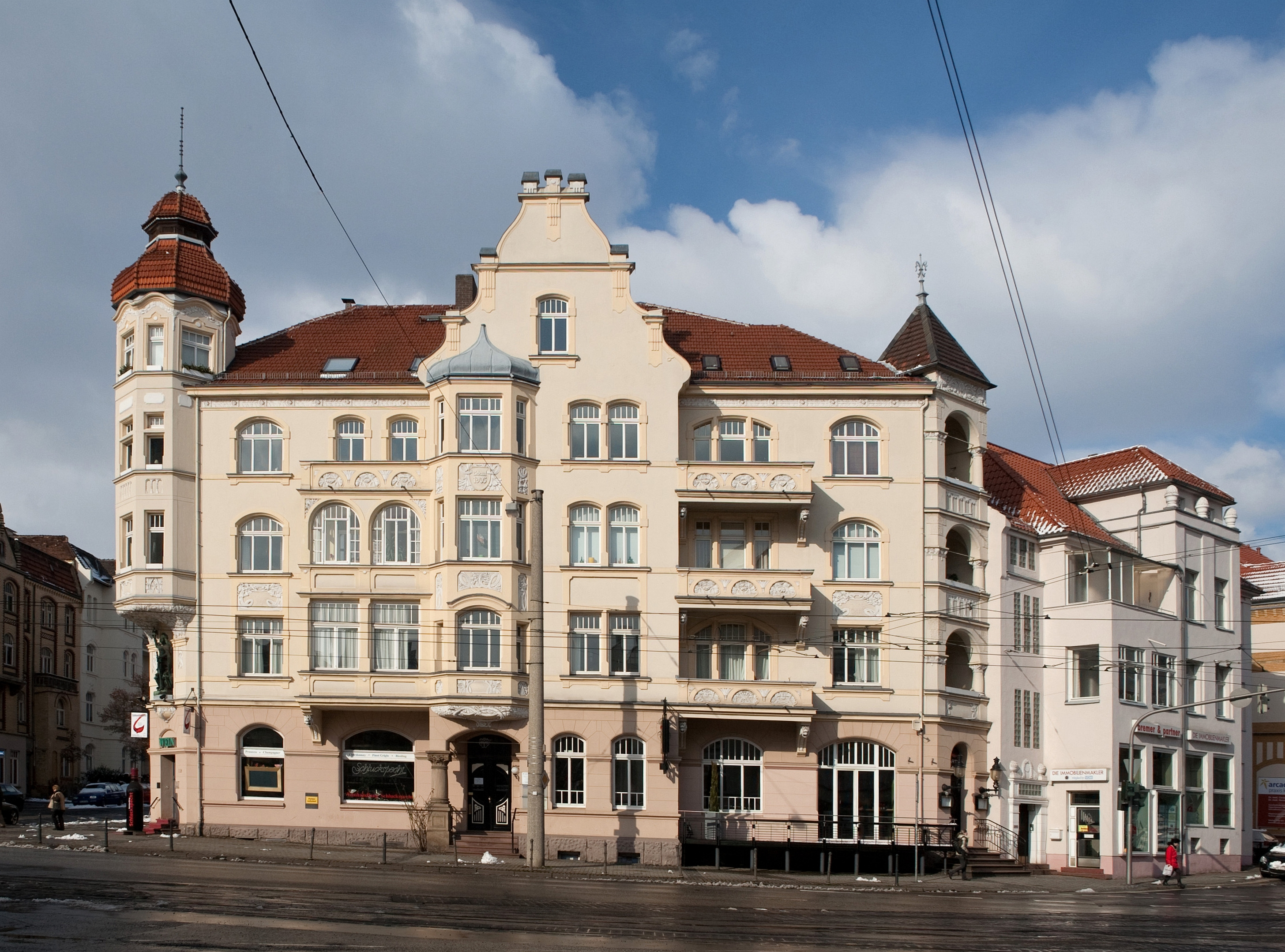
Denkmalgeschütztes Haus Wilhelmshöher Allee 118 in Kassel

Das Haus Wilhelmshöher Allee 118, ehemaliges Cafe Germania, (Gemarkung Wehlheiden, Flur 1, Flurstück 145/5) ist ein gemäß § 2 (1) Hessisches Denkmalschutzgesetz denkmalgeschütztes Kulturdenkmal im Stadtteil Vorderer Westen in Kassel. Der Denkmalschutz für das Eckwohnhaus besteht aus künstlerischen, geschichtlichen und städtebaulichen Gründen als Beispiel der Zinshausarchitektur im Stil des Historismus und des Jugendstils im Vorderen Westen.

## Geschichte
Als Vorgängerbau gab es, etwas in den heutigen Straßenraum vorgerückt, ein von der Mainzer Schöfferhof-Brauerei betriebenes Wohn- und Geschäftshaus namens Cafe Germania. 1905 wurde das an der Pestalozzistraße, Wilhelmshöher Allee und Germaniastraße gelegene Wohnhaus vom Bauunternehmen Rennert & Kipp erbaut, das seit 1912 auch seinen Firmensitz dort hatte.
1980 wurde das Gebäude nach vorhergehender Vernachlässigung saniert, 1998 die Fassade renoviert und nach 2010 erneut gestrichen.

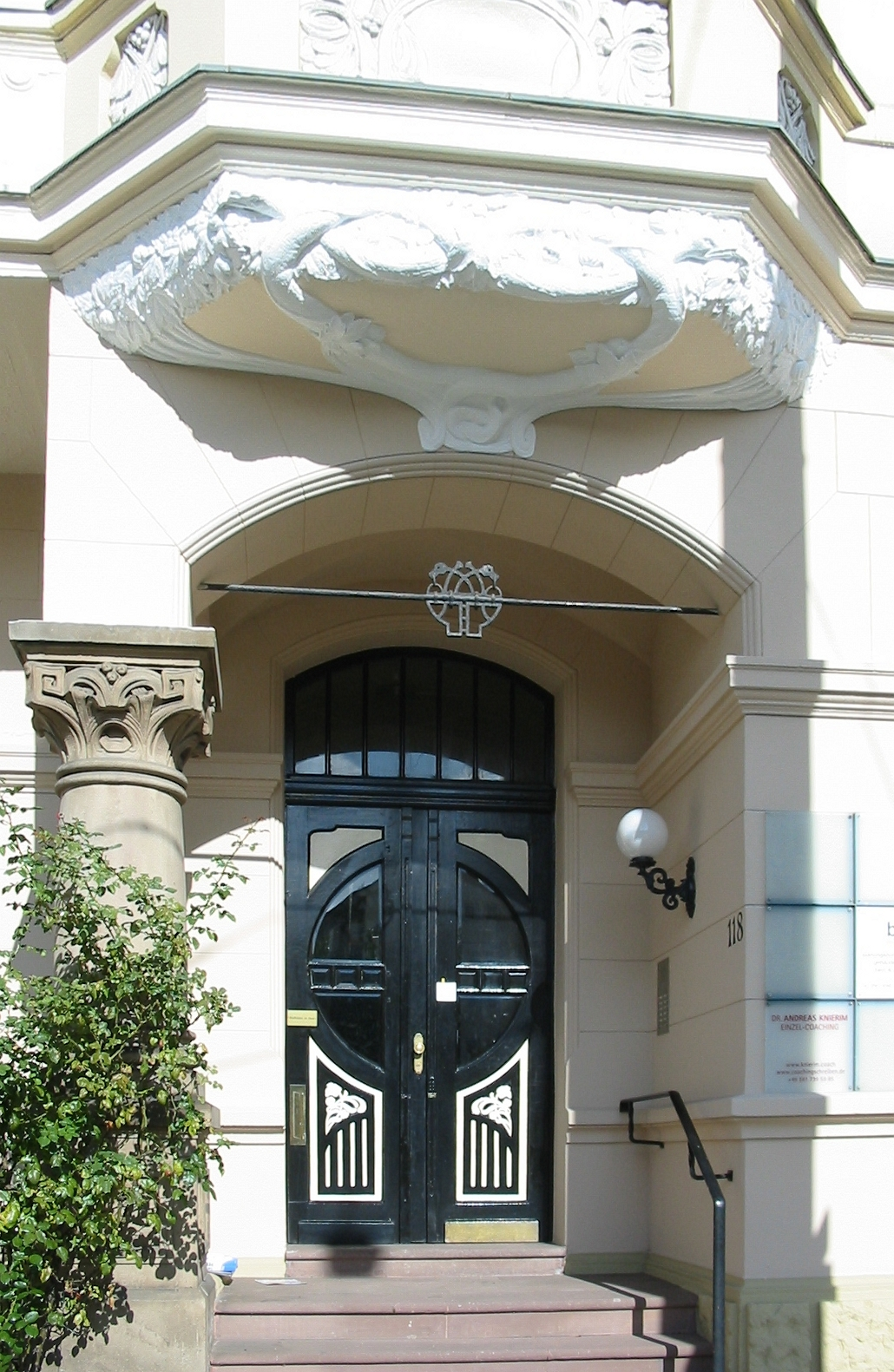
Hauseingang mit Sandsteinsäule, Stuckverzierungen und Schmiedeeisenarbeit

## Baumerkmale
Der viergeschossige Bau ist asymmetrisch im Stil der Renaissance angelegt mit Stuckverzierungen im Jugendstil. Zur Fassadengliederung werden Risalite, Erker, Balkone und Ecktürme verwendet. Außerdem gibt es in den Obergeschossen durchgehende Fenstergesimse, im Erdgeschoss ein weiteres Gesims auf Höhe der Fensterunterteilung. Dort sind alle Fenster als Bogenfenster ausgeführt, deren Aufteilung und Gestaltung an die Thermenfenster der Antike erinnert. Diese Fensterform wird auch in den Obergeschossen aufgenommen, dort allerdings nicht durchgängig. 
An der Pestalozzistraße gibt es einen Mittelrisalit der nach oben in einem Zwerchhaus mit Kreuzdach endet. Aus dem Risalit springt auf der rechten Seite im ersten und zweiten Obergeschoss noch ein Erker hervor. Auch die Fassade zur Wilhelmshöher Allee zeigt diese Gliederung durch Mittelrisalit mit aufgesetztem Erker, allerdings geht hier der Erker bis ins 3. Obergeschoss. Gestützt durch eine Sandsteinsäule bildet der Erker die Überdachung für den Hauseingang. Die Säule gehört wie die gusseisernen Lampen und schmiedeeisernen Zieranker zu den aus der Bauzeit erhaltenen Bauteilen. Der Risalit selbst ist breiter als der in der Pestalozzistraße und wird vom 1. bis 3. Geschoss rechts und links von Balkonen flankiert, die auf der linken Seite im 1. und 2. OG wiederum zu Erkern geschlossen sind.
Das Haus besitzt zwei Ecktürme. Der rechte schließt leicht schräg an den eigentlichen Baukörper an und seine Loggien bilden die gesamte sehr schmale Fassade zur Germaniastraße. Da er nicht aus der Fassade hervorspringt und auch direkt an das Nachbargebäude anschließt, ist er nur durch das aufgesetzte Zeltdach als Turm erkennbar. Der linke Turm ist dagegen aufwändiger gestaltet. Er beginnt als Erker im zweiten Obergeschoss und hat oberhalb der Dachkante eine weitere Etage auf Höhe der Zwerchhäuser. Bedeckt ist er mit einer welschen Haube mit glasierten Ziegeln.  

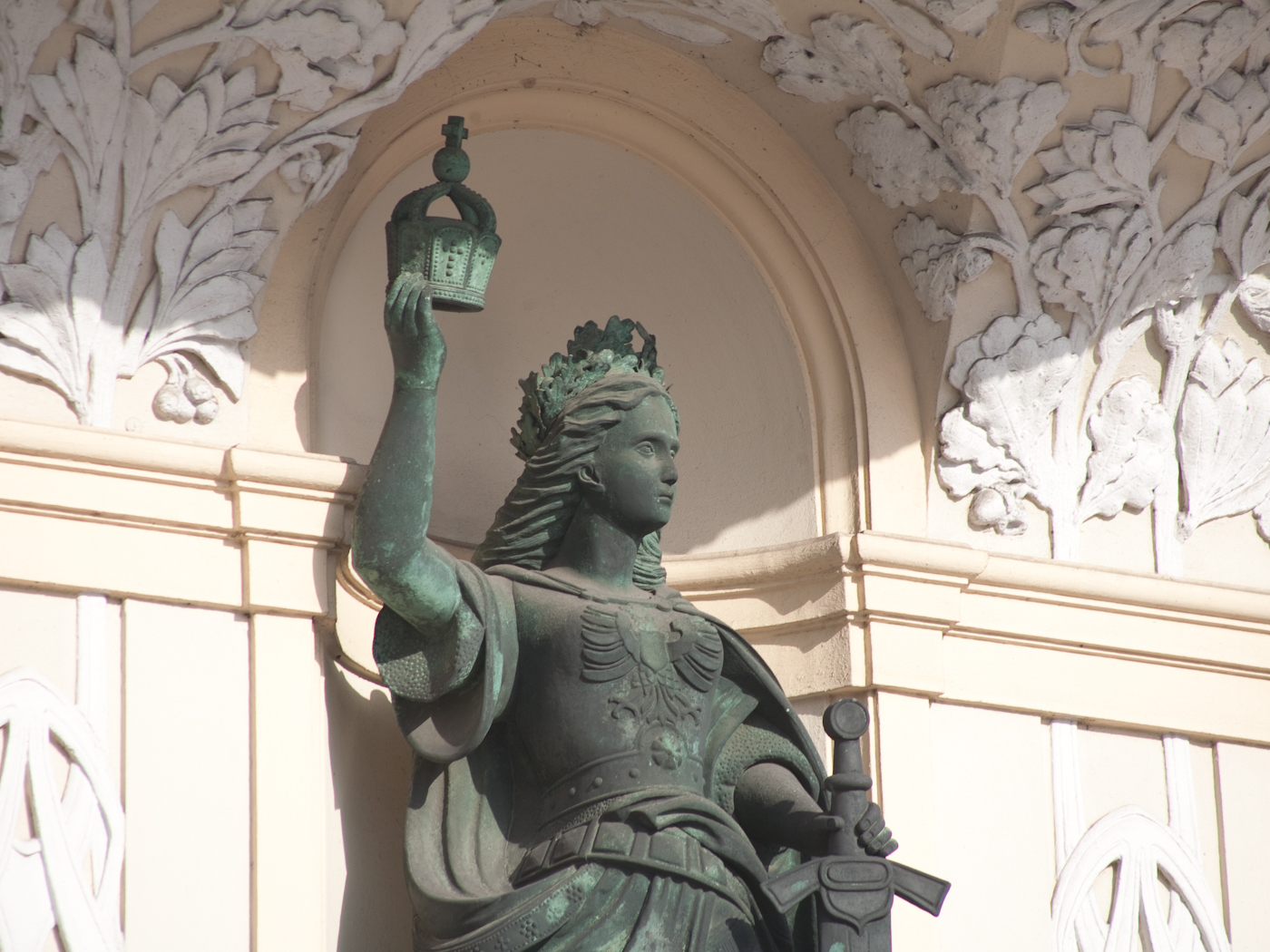
Detail der Germaniastatue

In einer Nische unter dem linken Eckturm befindet sich eine leicht unterlebensgroße galvanoplastische Reproduktion der Germania vom Niederwalddenkmal. Signiert ist die Statue mit „A. M. SIEBRECHT KASSEL 1905“, allerdings war dies vermutlich nicht der Hersteller, sondern nur der Lieferant der Figur, der Kasseler Klempnermeister August Siebrecht. Rund um die Nische sind besonders auffällige Stuckornamente im Jugendstil ausgearbeitet.